# Grammetal
Grammetal – gmina (Landgemeinde) w Niemczech, w kraju związkowym Turyngia, w powiecie Weimarer Land. Powstała 31 grudnia 2019 z połączenia dziewięciu gmin: Bechstedtstraß, Daasdorf a. Berge, Hopfgarten, Isseroda, Mönchenholzhausen, Niederzimmern, Nohra, Ottstedt a. Berge oraz Troistedt. Gminy te wchodziły w skład dzień wcześniej rozwiązanej wspólnoty administracyjnej Grammetal, obecnie sa dzielnicami (Ortsteil) nowo powstałej gminy.  